# Zdob și Zdub
Zdob și Zdub es una formación musical moldava, cuyos últimos trabajos han combinado elementos de hip-hop y hardcore punk con música tradicional moldava. Representaron a Moldavia en el Festival de la Canción de Eurovisión hasta en tres ocasiones (2005, 2011 y 2022) consiguiendo siempre clasificarse para la final. En 2022 fueron condecorados por el gobierno moldavo.

## Formación actual
- Roman Yagupov - vocalista, flauta, ocarina y otros instrumentos étnicos.
- Mihai Gîncu - bajista
- Sviatoslav Starus - guitarrista
- Andrei Cebotari - batería
- Victor Dandeș - trombón, acordeón
- Valeriu Mazilu - trompetista

## Historia del grupo

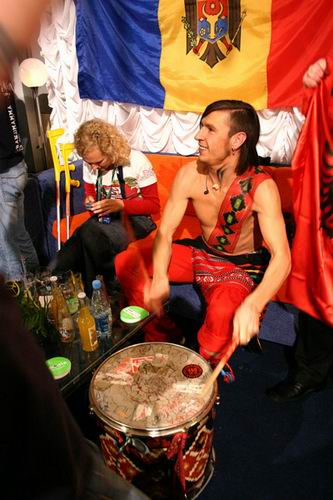
Roman Iagupov, durante la participación del grupo en Eurovisión 2005

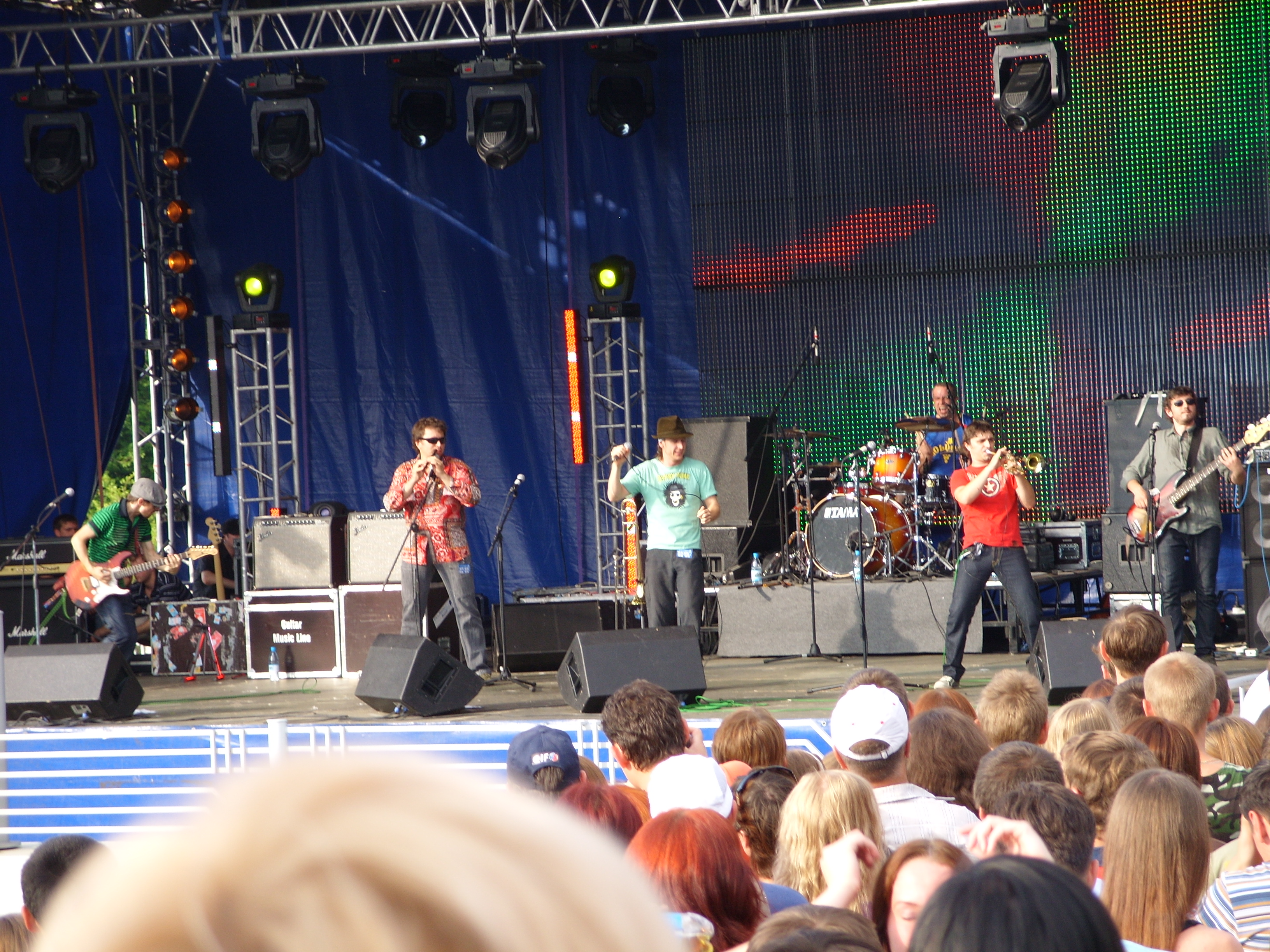
El grupo durante un concierto en 2008

La formación nació en 1994. A lo largo de sus primeros años de formación, su composición varió continuamente y las letras de sus composiciones eran principalmente en ruso. Participaron en el concierto celebrado en Chișinău con motivo del décimo aniversario del accidente de Chernobyl, junto a artistas como Rage Against the Machine en 1996. La grabación de dicho espectáculo incluye su tema "В доме моем" ("V dome moiom", "En Mi Casa") en ruso, y "Hardcore Moldovenesc" en rumano. 
En 1998, su música comienza a sufrir una pequeña metamorfosis, escribiendo sus temas únicamente en rumano, y a incluir sonidos tradicionales extraído del folclore rumano y moldavo.
El 14 de agosto de 1999, Zdob și Zdub participó en el concierto organizado por la MTV rusa, celebrado en la Plaza Roja de Moscú, junto a bandas rusas como Gorky Park y IFK o los estadounidenses The Red Hot Chili Peppers.
La banda comenzó a realizar giras por Rusia, Ucrania, Moldavia, pero también en Alemania en 1998 y los Países Bajos 2000, y más recientemente en Serbia, Hungría e Italia. El 31 de enero de 2001, "Zdob și Zdub" realizó un concierto junto al grupo Emir Kusturica and The No Smoking Orchestra.
El vídeo musical de su tema "Buna Dimineața!" ("Buenos Días"), una evocación sobre el agro-romanticismo en la época de la Unión Soviética recibió el premio al videoclip del año 2001 en el Festival Televest en Timișoara, Rumanía. Un año más tarde, ganarían un nuevo galardón por su vídeo "Țiganii și OZN" ("Los Gitanos Y El Extraterrestre").
El 26 de febrero de 2005, la banda ganó la preselección nacional para representar Moldavia en su primera aparición en el Festival de la Canción de Eurovisión con el tema "Boonika Bate Doba" ("La Abuela Toca el Tambor"). Consiguieron clasificarse en la semifinal y obtuvieron el sexto puesto en la final. 
El 26 de febrero de 2011 la banda moldava fue escogida por segunda vez para representar a su país en el Festival de la Canción de Eurovisión 2011 con la canción "So lucky".
El 29 de enero de 2022 son elegidos por tercera vez para acudir a Eurovisión  en Turín con la canción "Trenulețul" junto a los hermanos Frații Advahov. En esta ocasión consiguieron el puesto séptimo, siendo la canción más votada en el televoto sólo por detrás de los ganadores, los ucranianos Kalush Orchestra. Con este tema entraron en las listas de ventas de varios países europeos, incluyendo Reino Unido. Tras su paso por el festival fueron condecorados por el gobierno moldavo por su gran promoción del país a nivel internacional.

## Discografía
- 1996 – "Hardcore Moldovenesc" (Hardcore Moldavo)
- 1999 - "Tabăra Noastră" ("Nuestro Campamento")
- 2000 – Remixes
- 2001 - "Agroromantica"
- 2003 - "450 de oi" ("450 Ovejas")
- 2006 – "Ethnomecanica"
- 2010 - "Белое Вино/Красное вино" ("Vino Blanco / Vino tinto")
- 2012 – Basta Mafia!
- 2015 – 20 De Veri
- 2019 – Bestiarium